# Paradise, Kansas
Paradise är en ort i Russell County i Kansas. Vid 2010 års folkräkning hade Paradise 49 invånare.